# Nymphon mixtum
Nymphon mixtum är en havsspindelart som beskrevs av Henrik Nikolai Krøyer 1844-45. Nymphon mixtum ingår i släktet Nymphon, och familjen Nymphonidae. Arten är reproducerande i Sverige.